# І-15

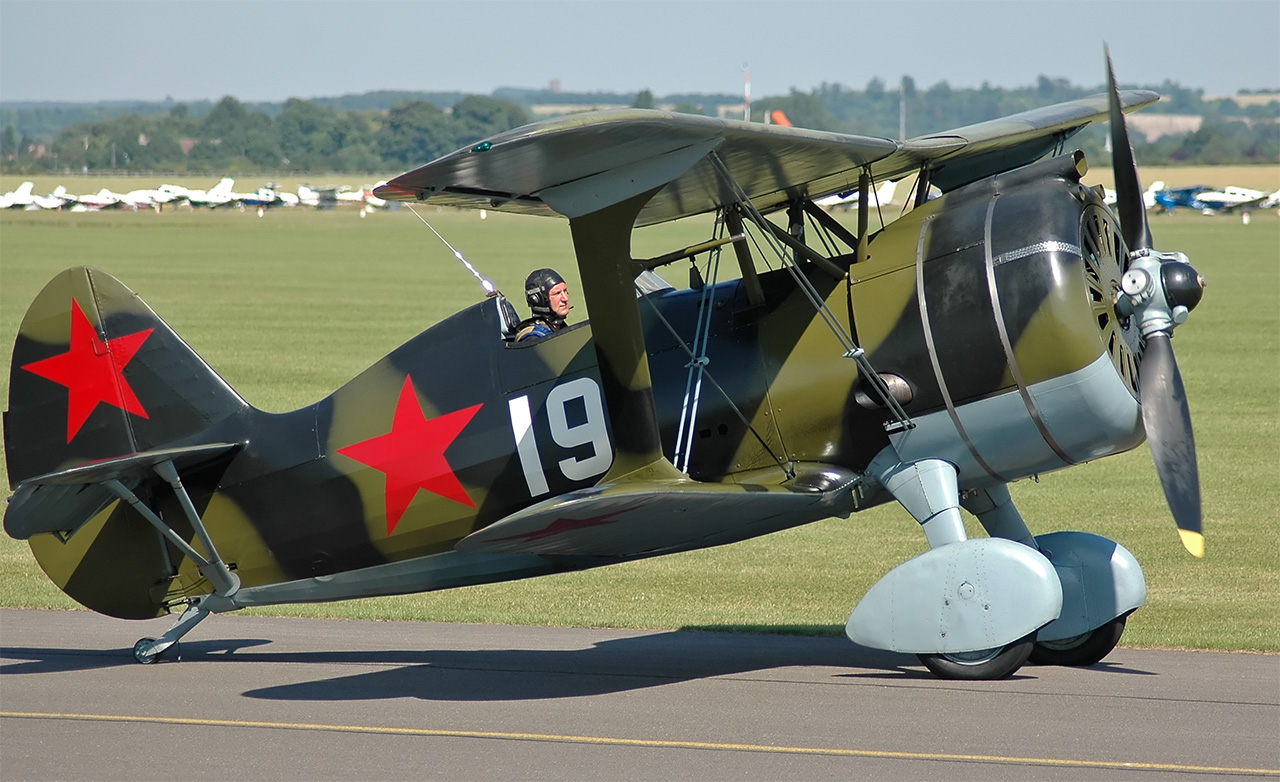
Біплан Полікарпов І-15 біс. Сучасний вигляд на аерошоу

І-15 (рос. И-15) — радянський одномоторний винищувач-півтораплан 1930-х років, створений М. М. Полікарповим.

## Історія літака
На початку 1930-х років літак не мав рівних по швидкості та маневру, був стійкий на всіх режимах польоту, простий у пілотуванні та мав гарні злітно-посадочні якості, а також добрі ремонтні властивості та живучість.
На дещо полегшеному І-15 ГК льотчик В. К. Коккінакі 21 листопада 1935 року встановив світовий рекорд підйому на висоту без вантажу — 14 675 метра.
Подальшим розвитком І-15 стали І-15 біс та І-153 «Чайка»

## Опис
- Аеродинамічна схема — розчалочний півтороплан. Верхнє крило — за схемою «чайка».
- Конструкція — змішана, дерево-металева. Обшивка — полотно.
- Шасі — що не прибирається, з обтічниками.

## Льотчики-випробувачі
- Чкалов Валерій Павлович
- Коккінакі Володимир Костянтинович

## Основні модифікації
- ЦКБ-3 біс — прототип
- І-152 ГК — «висотна» модифікація з герметичною кабіною. Побудований один екземпляр
- І-15 біс — модель з прямим верхнім крилом, і двигуном М-25. Озброєння — 4×7,62-мм ШКАС (або КП-1). Побудовано 2408 екз.

## Бойове застосування
- 1936 — Громадянська війна в Іспанії, як винищувача, штурмовика, розвідника. Увійшов до історії як один з найкращих винищувачів світу свого періоду. Іспанські льотчики-республіканці прозвали його Chato (Кирпатий).
- 1937 — Китайська Республіка, як винищувач. Діяв спільно з Полікарпов І-16, згідно з доктриною щодо взаємодії швидкісних та маневрених винищувачів.
- 1939 — бойові дії в Монголії на річці Халхин-Гол, як винищувач. Діяв спільно з І-16, згідно з доктриною щодо взаємодії швидкісних і маневрених винищувачів.
- 1940 — Радянсько-фінська війна, як штурмовик. 5 машин, що зробили вимушену посадку дісталися фінській стороні і використовувалися як тренувальні.